# Franz Hoß

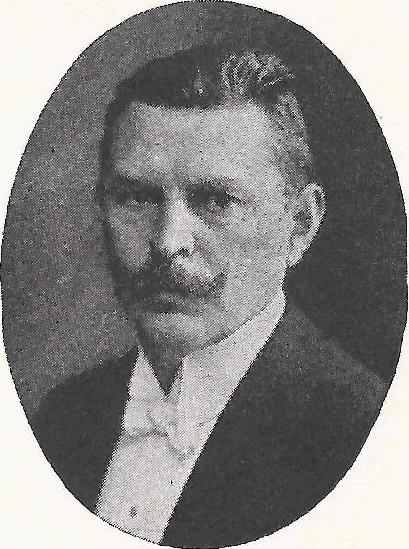
Franz Hoß

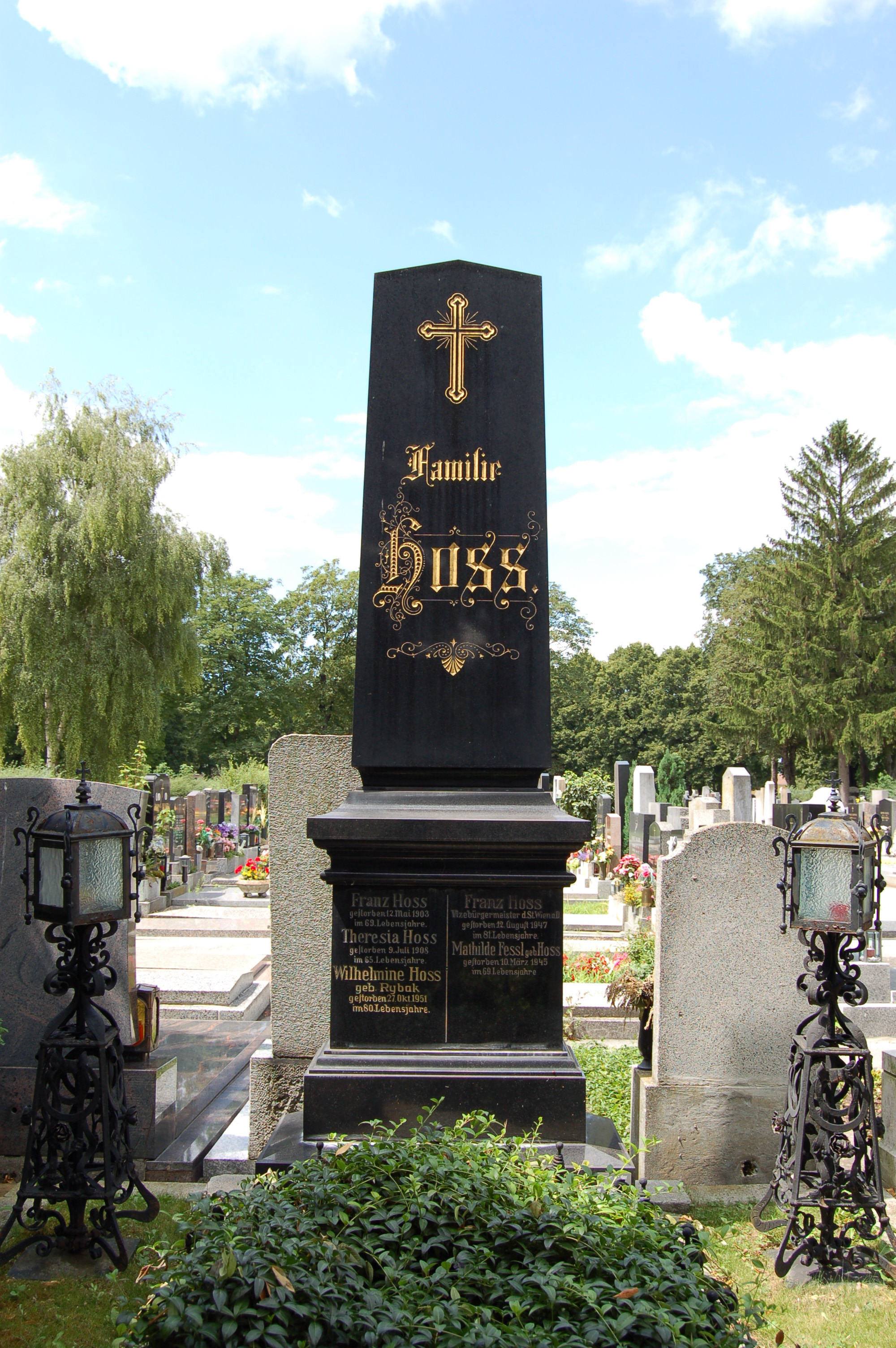
Grabmal von Franz Hoß

Franz Hoß (* 4. November 1866 in Wien; † 12. August 1947 ebenda) war Vizebürgermeister der ehemals selbständigen Gemeinde Floridsdorf und Vizebürgermeister der Stadt Wien.
Hoß wurde als Politiker der Christlichsozialen Partei im Jahre 1893 in den Gemeinderat der ehemaligen Gemeinde Floridsdorf gewählt und war dort bis zur Eingemeindung in die Stadt Wien im Jahre 1904 Vizebürgermeister. 1905 wurde er Mitglied des Wiener Gemeinderates und war bis 1919 Stadtrat für Finanzen. Von 1910 bis 1932 war er Vizebürgermeister der Stadt Wien. Er war Mitglied des Stadtschulrates der Stadt Wien.

## Ehrungen
- Ehrenhalber gewidmetes Grab am Stammersdorfer Zentralfriedhof (Gruppe 3, Nummer 2)
- Hoßplatz in Floridsdorf